# Camille LeNoir
Camille Dionne LeNoir (Inglewood, 1º settembre 1986) è un'ex cestista statunitense.

## Carriera
È stata selezionata dalle Washington Mystics al secondo giro del Draft WNBA 2009 (23ª scelta assoluta).